# Ángel Arroyo
Ángel Arroyo Lanchas (El Barraco, provincia de Ávila, España; 2 de agosto de 1956) es un exciclista profesional, que compitió desde 1979 hasta 1989.

## Biografía
Como muchos de sus compañeros, corrió en el equipo Mobylette desde 1975 como aficionado, época en la que consiguió la Montaña en la Ronda de la Hispanidad, quedando en la general en un tercer puesto. Del equipo Mobylette pasó al Super-Ser en el que permaneció desde el 1976 hasta el 1977 consiguiendo los trofeos Vasco-Navarro el primer año y un cuarto puesto en el Piccolo Giro el segundo año. También en 1977 fue vencedor de la Vuelta a Irlanda, pasando a las filas del Moliner-Vereco en 1978, siendo este su último año como aficionado.
Debuta en 1979 en el equipo Moliner Vereco (embrión del equipo Zor) dirigido por Javier Mínguez consiguiendo su primera victoria profesional al adjudicarse la 1.ª etapa de la Vuelta a los Valles Mineros, donde también se adjudicó la 2.ª etapa y la General final. Al final de la temporada en la Volta a Cataluña luce el maillot de líder durante algunas jornadas.
Al año siguiente (1980) el equipo pasa ya a denominarse Zor-Vereco y Arroyo se adjudica entre otras la General de la Vuelta a Castilla y León (donde también gana una etapa), la Vuelta a los Puertos, el Memorial Manuel Galera y vence en una etapa de la Vuelta a Alemania. Destacadas son también ese año sus actuaciones, como gregario de Faustino Rupérez, en la Vuelta a España (sobre todo en la 18.ª etapa “Valladolid – Los Ángeles de San Rafael” donde junto con Juan Fernández y Miguel María Lasa lograron salvaguardar a Rupérez de los ataques de sus rivales, consiguiendo finalmente la victoria en la ronda española) y Giro de Italia.
En 1981 consigue su primera victoria en una grande al adjudicarse la 18.ª etapa “Segovia – Los Ángeles de San Rafael” de la Vuelta a España donde ocupa el 6.º puesto en la General Final. Además se adjudica la General final de la Vuelta a Asturias (donde también vence en una etapa y se adjudica el premio de la montaña)
En 1982 cambia de equipo y se convierte en el jefe de filas de un joven equipo Reynolds que contaba en sus filas con José Luis Laguía y los prometedores debutantes Pedro Delgado y Julián Gorospe. Al principio de la temporada consigue victorias de etapa en la Vuelta a Andalucía-Ruta del Sol (donde finalmente es 2.º con el mismo tiempo que el ganador Marc Sergeant) y en la Challange Costa de Azahar; pero en la disputa de la París-Niza sufre una caída fracturándose el escafoides poniendo en peligro su participación en la Vuelta a España ese año. Aun así, toma la salida en la ronda española.
La primera gran selección de la ronda se produce con la disputa de la 4.ª etapa “Santander – Reinosa” con el paso del puerto del Escudo a falta de pocos kilómetros para el final y donde a la meta llegan destacados Antonio Coll (vencedor de la etapa), Claude Criquelion (quién se convirtió en el nuevo líder) el propio Arroyo (2.º en la General), Alberto Fernández y Marino Lejarreta. En el ascenso al último puerto de la 10.ª etapa “Puigcerda – Sant Quirze del Valles” Arroyo en compañía del sueco Nilsson se escapa y ambos llegan destacados a la meta, adjudicándose Nilsson la etapa y convirtiéndose el abulense en el nuevo líder de la ronda nacional. La 15.ª etapa consta de 2 sectores, siendo el 2.º sector una contrarreloj de 35 km entre “Tomelloso y Campo de Criptana”. Arroyo se adjudica la contrarreloj y reafirma su condición de líder a falta de las etapas de montaña por la Sierra de Segovia y Madrid. En esas últimas etapas apenas hubo cambios en la General (solo Marino Lejarreta pasó de ser 4.º clasificado a ocupar el 2.º puesto en detrimento de su compañero de equipo Alberto Fernández y del belga Michel Pollentier) y Arroyo llegó vencedor al Paseo de la Castellana de Madrid el día 9 de mayo. Sin embargo, días después de finalizada la Vuelta fue descalificado por dar positivo en un control antidopaje en la 17.ª etapa (junto con Pedro Muñoz, Vicente Belda y Alberto Fernández) y penalizado con 10 minutos en la General, quedando para la posteridad en 13.ª posición.
A pesar del duro varapalo sufrido consigue varias victorias más a lo largo de la temporada como una etapa en la Vuelta a los Valles Mineros, la Subida a Arrate (siendo 3.º en el primer sector por detrás de Marino Lejarreta y Alberto Fernández – quienes junto con el resto de compañeros del Teka participantes en la prueba decidieron abandonar al enterarse de que debían pasar el control antidopaje -y venciendo en el segundo sector CRI), el Trofeo Sierra de Guadarrama y el Memorial Santi Andía.
Al año siguiente, Arroyo sufre a principio de temporada una importante lesión que le hace llegar corto de preparación a la disputa de la Vuelta a España, en la que apenas se dejó ver pese a que su compañero Gorospe fue líder con claras opciones de triunfo final. Tras la Vuelta disputa varias pruebas con el fin de conseguir un óptimo estado de forma para afrontar su participación en el Tour de Francia. El equipo Reynolds debutante en el Tour, así como la mayoría de sus integrantes (a excepción del veterano Anastasio Greciano y de Jaime Vilamajó), tenía como objetivo mejorar la mala imagen que el ciclismo español había ofrecido en la ronda gala en los últimos años. Para ello se confiaba en la revelación de la Vuelta, Gorospe, para adjudicarse alguna etapa y obtener un buen puesto en la General y en Laguia para optar al Premio de la montaña; así como con Arroyo para la General. La edición del Tour 1983 contaba con la ausencia del vencedor de los 2 últimos años y gran favorito Bernard Hinault que había sufrido una lesión de rodilla en la Vuelta a España (que incluso llegó a poner en peligro su continuidad en el ciclismo profesional). Los favoritos se repartían entre los veteranos Joop Zoetemelk y Van Impe y los jóvenes Peter Winnen, Sean Kelly, Jean Mary Grezet y Pascal Simon.
El Reynolds cumplió con decoro en la contrarreloj por equipos aunque se dejó un buen puñado de minutos por el camino.
En la 3.ª etapa “Valenciennes – Roubaix” – con muchos de los tramos de pavé de la clásica Paris-Roubaix en el recorrido- tan solo Arroyo es capaz de entrar en el grupo de los mejores. Laguia lo hace un poco más atrás, mientras que Delgado se deja cerca de 10 minutos y Gorospe más de 24.
La 6.ª etapa “Chateaubriand-Nantes” es una contrarreloj de 58,5 km en donde Julián Gorospe ocupa la 3.ª posición a 1´07´´ del ganador Bert Oosterbosch. Delgado es 25.º a 3´54´´ y Arroyo el 31.º a 4´14´´.
A la 10.ª etapa “Pau-Bagnères de Luchon”, la primera de alta montaña y única en los Pirineos, se llega con Sean Kelly como líder (merced a su buen hacer contra el crono y a las bonificaciones) pero al final de la misma la General sufre un vuelco espectacular. El escocés Robert Millar se alzaba con su primera victoria como profesional. Perico Delgado, en un descenso electrizante que le haría famoso, estaba a punto de cazar a Millar y llegaba a tan solo 6 segundos, mientras Pascal Simon hacía tercero de la etapa a 1’13” seguido por Patrocinio Jiménez a 1’30”, Edgar Corredor a 3’40”, Jean-René Bernaudeau a 4’06”, Laurent Fignon a 4’23” y Jacques Michaud, Marc Madiot y Robert Alban a 5’45”. Arroyo, que se había quedado al lado de Zoetemelk – en principio el principal favorito de cara a un hipotético triunfo final – hasta que cansado del ritmo del grupo comenzó a escalar posiciones a mitad del ascenso al Tourmalet, entró en 13.ª posición a 7´42´´ del ganador. En la general, el maillot amarillo pasaba a manos de Pascal Simon, con una ventaja de 4 minutos y 22 s sobre Laurent Fignon (2.º) – desgraciadamente al día siguiente una caída le produciría una rotura superficial del omoplato que le obligaría a abandonar en el transcurso de la 17.ª etapa-, seguidos por Bernaudeau (3.º), Kelly (4.º, que perdía 10 minutos en la etapa), Zoetemelk (5.º), Michaud (6.º), Madiot (7.º), Delgado (8.º), Alban (La Redoute, 9.º), Anderson (10.º), Agostinho (11.º) y Arroyo (12.º).
La 15.ª etapa una cronoescalada entre Clemont Ferrand y el Puy de Dôme, de 15,6 km, iba a constituir la resurrección del ciclismo español. Ángel Arroyo se hacía con un magnífico triunfo de etapa (la primera de un ciclista español desde la conseguida por Miguel María Lasa en el 1978), secundado por su compañero Delgado que volvía, por tercera vez, a ser segundo, a 13”. Laurent Fignon, décimo en la etapa, perdía 1’48” respecto al abulense. Simon aguantaba el tipo hasta 500 m de meta, habiendo perdido “solo” dos minutos de su ventaja en la general, pero la exigente pendiente final, y dado que le era imposible levantarse del sillín, le hacía conservar en meta su preciado jersey por tan solo 52 segundos respecto al maillot blanco Fignon. Tercero era Kelly y los españoles Delgado y Arroyo eran 4.º y 5.º a 1´45´´ y 4´24´´ respectivamente.
La primera jornada de los Alpes tuvo lugar en la 17.ª etapa “La Tour du Pin-L'Alpe d'Huez” con ocho puertos en su trayecto y supuso el abandono en el kilómetro 90 del líder Pascal Simon. En la meta de Alpe d’Huez, Winnen se deshacía de Bernaudeau (ambos habían formado parte de una escapada previa al ascenso de L´Alpe d´Huez) y conseguía su segunda victoria en la mítica cima en tres años. Detrás, llegaban Edgar Corredor (3.º a 57”) y Robert Alban (4.º a 1’22”), mientras Fignon (5.º a 2’07”) lograba enfundarse por primera vez el maillot amarillo. Delgado (7.º a 2’10”) se colocaba segundo a poco más de un minuto... Arroyo, por su parte, tuvo problemas estomacales todo el día y llegaba en 13.ª posición a 4´49´´ del ganador, descendiendo en la general al 9.º puesto a 6´26´´ del nuevo líder.
En la 18.ª etapa “Bourg d'Oisans-Morzine” quien tuvo problemas estomacales en esta ocasión fue Pedro Delgado. Con toda España asistiendo por vez primera a la retransmisión en directo de la etapa del Tour, Perico perdería 25´34´´ en la meta. La etapa fue para Jacques Michaud, que atacaba en el Col des Aravis, incrementando su ventaja en la Colombière y aguantando el ataque de los favoritos en el Joux Plane, cuya cima se encontraba a pocos kilómetros de meta. Fignon estuvo otra vez en dificultad, transitando por el Col des Aravis a casi cuatro minutos de Peter Winnen (virtual líder) y Ángel Arroyo, pero su sangre fría y la ayuda de sus coequipiers Marc Madiot y Vigneron le permitía neutralizar a Winnen en el Joux Plane. Una vez formado el grupo principal, Arroyo iba dejando uno a uno a todos sus acompañantes Corredor, Fignon, Winnen, Alban y Van Impe y se hacía con la 2.ª con plaza en la etapa a 1’11” y se situaba 5.º en la general a 3´55´´ del corredor parisino. Luego, a 2’15” llegaban juntos Edgar Corredor, Van Impe y Robert Alban, seguidos de Roche y Millar a 2’48”. A 3’42” Fignon por delante de Winnen, con Bernaudeau y Kelly una treintena de segundos por detrás, a 4’11”. En la general, Delgado se hundía hasta la 17.ª plaza a más de 21 minutos de Fignon.
En la 19.ª etapa -segunda cronoescalada de 15 km entre Morzine y Avoriaz- Lucien Van Impe se alzaba con la victoria parcial por delante Stephen Roche, que se situaba a 36” del belga y de Peter Winnen a 49´´. El abulense era 4.º a 55” y solo recortaba 50 segundos a Fignon que era décimo en la etapa. Delgado demostraba realizó el 7.º mejor tiempo a 1’37 de Van Impe. En la General Fignon era líder con una cómoda ventaja de 2´35 sobre Winnen (2.º), 2´48´´ sobre Van Impe (3.º) y 3´04´´ sobre Arroyo (4.º).
En la 21.ª etapa “Dijon-Dijon” contrarreloj individual de 50 kilómetros se imponía el líder Fignon. Detrás, Arroyo, a 35” del francés, conseguía desbancar a Winnen (5.º a 1’10”) y Van Impe (4.º a 1’08”) por unos segundos, asegurándose la 2.ª plaza en el podio de París. Tan solo doce segundos separaban a segundo y cuarto de la general pero en la etapa final con llegada en los Campos Elíseos, ni Winnen ni Van Impe intentarían limar las diferencias respecto del abulense. Delgado finalmente ocuparía en la General el 15.º puesto a 25´44´´ de Fignon.
En 1984, Ángel Arroyo basó toda su preparación de cara al Tour de Francia. En la Vuelta a España su labor fue de gregario de lujo —sobre todo en la última semana— de sus compañeros Pedro Delgado (líder durante buena parte de la prueba) y Julián Gorospe. Antes del Tour ganaba una etapa en la Vuelta a Aragón y otra en la Vuelta a los Valles Mineros. Sin embargo, una otitis a punto está de no permitirle acudir al Tour. Su presencia en el Tour es un hecho y tanto él como Delgado partían como favoritos al triunfo final en la ronda gala, si bien lo más esperado era el duelo galo entre Fignon e Hinault.
La primera jornada importante tuvo lugar en la 7.ª etapa “Alençon-Le Mans”; una contrarreloj individual de 67 kilómetros (hasta entonces un prólogo ganado por Hinault, la contrarreloj por equipos donde Teka y Reynolds se dejaron varios minutos, varios sprints y una larga escapada que Renault aprovechó para colar a uno de sus hombres —Vincent Barteau—, salvaguardando así los intereses de su líder, Fignon) ganada por Fignon, el segundo es el irlandés Sean Kelly a 16 segundos y el tercero es Hinault a 49 segundos. Pedro Delgado (12.º) pierde 2:14, Arroyo (24.º) se deja 3:26.
De nuevo la primera cita con la montaña tiene lugar en los Pirineos en la 11.ª etapa “Pau-Guzet Neige”. Bernardeau decide meterse con Veldscholten y De Rooy en una cabalgada por los Pirineos; en los últimos metros del penúltimo puerto, acelera Millar, que se va bajando, Delgado había saltado algo más tarde, y está tratando de empalmar. Subiendo Guzet-Neige, Millar pasa a Bernardeau, Herrera y después Delgado alcanzan y dejan a Hinault, que lo había intentado con anterioridad. En la meta gana Robert Millar, segundo en la etapa es el jardinerito Luis Herrera, a 41 segundos, tercero aparece Delgado, a 1:01, Bernardeau se deja 1:47. Veldscholten es quinto en la etapa, a 2:05. Arroyo y Fignon entran juntos a 2:13. Hinault a 3:05, como Kelly o Rütimann. Lemond pierde 3:42. En la general el coequipier de Fignon, Vincent Barteau, sigue líder. Fignon es 3.º, Hinault 5.º y los españoles Delgado y Arroyo 10.º y 12.º respectivamente.
La siguiente cita importante – ya en los Alpes – tiene lugar en la 16.ª etapa “Les Échelles-La Ruchère” una semi-cronoescalada de 22 kilómetros (los últimos 6 de verdadera subida). En la zona llana, Hinault y Fignon, marcan los mejores tiempos, junto a Anderson, Lemond, Kelly, etc. en el tramo de escalada emerge el Jardinerito Herrera. Sin embargo, por el tiempo perdido en el tramo llano, no se lleva la etapa......Hinault cede bastante en el tramo en subida. El ganador de la etapa es Laurent Fignon. Delgado es el segundo mejor en la subida, poniéndose tercero en la etapa y 6.º en la General. Gorospe es 5.º y Arroyo 6.º en la etapa y 10.º en la General.
La 17.ª etapa “Grenoble-Alpe D´Huez” es una etapa dura con varios puertos en su recorrido. En el antepenúltimo puerto, el Coq, Ángel Arroyo pasa primero por el alto con Fignon, Herrera, etc, al acecho. En la penúltima cota del día, el col de Laffrey, Luis Herrera salta y corona con Arroyo y Fignon detrás. En Alpe de Huez Fignon comienza a comerle tiempo a Herrera En la meta, Herrera gana con 49 segundos sobre Fignon; tercero en la etapa es Arroyo, a 2:27 del ganador. Por detrás, Millar pierde 3:05, Acevedo llega pocos segundos después. Lemond (6.º) se deja 3:30. Hinault a 3:44. Delgado llega a meta a 9:06, a rueda de Kelly. En la general Fignon es el nuevo líder. Hinault es 3.º, Millar 4.º, Lemond 5.º, Arroyo 7.º y Delgado 10.º.
En la 18.ª etapa “Alpe D´Huez-La Plagne” Pedro Delgado pasa primero por la cima de la Madeleine. En el descenso salta Grezet y comienza en solitario el ascenso a La Plagne. Por detrás se mueve Fignon. Arroyo - que había respondido al ataque del parisino - se pilla una pájara de aúpa. Fignon en 2 o 3 km alcanza con facilidad y sobrepasa a Grezet y gana la etapa. Segundo es Grezet, a 1:04, Lemond es tercero a 1:07, a 1:27, Delgado, a 1:44, Millar, Pascal Simon, a 2:12, Kelly llega a 2:30. Después llegan Muñoz y Criquielion. Décimo llega Hinault a 2:58. Ángel Arroyo se deja 8:32. En la general Fignon es líder con 8´39´´ sobre Hinault que es 2.º. Lemond es tercero, Millar 4.º, Delgado 5.º, Arroyo 8.º y Muñoz que ha ido poco a poco mejorando en la general 11.º.
En la 19.ª etapa “La Plagne – Morzine” se llega a las faldas del Joux Plane con un pelotón de elegidos (unos 40) con Jérôme Simon escapado. Ángel Arroyo salta al poco de iniciar la ascensión y corona con algo más de un minuto sobre un grupo de elegidos (Fignon, Lemond, Millar, Delgado y Muñoz). En el descenso salta Pedro Delgado, que se lleva a Lemond a su rueda. En meta gana Arroyo y en el sprint del grupo, a 1:14, se impone Kelly a Anderson, Hinault, Fignon, Simon, Muñoz y Lemond, unos segundos más tarde, Millar. Delgado llega a meta ensangrentado, a 4´11´ tras romperse la clavícula. Tonon, del Inoxpran, también se cae en el descenso del Joux Plane y está varias semanas en coma. En la general Arroyo es 7.º en detrimento de Delgado que desciende a la 8.ª plaza. Pedro Muñoz es ya 9.º.
Al día siguiente, la etapa 20 “Morzine-Crans Montana”, finaliza con la ascensión a la estación de Crans-Montana. El equipo Reynolds se pone a tirar en cabeza del pelotón (hacía varios años que un equipo español no tomaba las riendas de una etapa de esa manera). Gorospe pone un ritmo alto en la ascensión y a mitad de la ascensión se encuentra en cabeza un quinteto formado por Fignon, su lugarteniente Pascal Jules, Gorospe con Arroyo y el colombiano Wilches. Dentro ya del último kilómetro Fignon ataca dejando descolgados a Arroyo y Wilches que aún se mantenían junto a él y gana la etapa. Arroyo llega a 11 segundos y un poco más atrás Wilches y así el resto de corredores. En la General Arroyo asciende a la 6.ª plaza y Muñoz es ya 8.º.
La 22.ª etapa, “Villié Morgon-Villefranche en Beaujolais” es una contrarreloj de 51 kilómetros. Fignon vence por centésimas a Sean Kelly. Arroyo es 6.º y Gorospe 8.º. En la general, que ya no sufrirá más variaciones, Arroyo es también 6.º (supera a Pascal Simon y es superado por Kelly) y Muñoz 8.º.
Al final de la temporada Arroyo consigue un 11.º puesto en el Campeonato del Mundo de Fondo en carretera disputado en España (circuito de Montjuïc) y es 3.º en la general de la Volta a Cataluña.
En 1985 vuelve a las filas del Zor pero contrae unas fiebres de malta que le mantienen prácticamente inactivo durante toda la temporada y le merman en sus condiciones físicas en años venideros.
En 1986 retorna al Reynolds y en la Vuelta al País Vasco acaba 10.º tras haber brillado en la etapa reina junto a Anselmo Fuerte, Blanco Villar y Marino Lejarreta. Parecía estar recuperado pero en la Vuelta a España tras cumplir dignamente en los Lagos y el Naranco se hunde en la etapa con final en San Isidro y casi al final, en el transcurso de la etapa con final en Sierra Nevada, abandona. Al final de la temporada algo recuperado tiene actuaciones más que notables – en sensaciones más que en resultados - en la Vuelta a la Rioja y en el Giro de Lombardía.
1987 supone un pequeño resurgir en su carrera ciclista. Está bien en Vuelta al País Vasco donde es 8.º. En la Vuelta a España acaba 11.º aunque podría haber acabado mucho mejor si no se hubiera dejado 3´57´´ en la etapa con final en Cerler (inédito hasta ese año) - en esa etapa Arroyo se mete en un grupo con su compañero Miguel Induráin, quien tira del abulense, pero el desconocimiento de la etapa hace que unos repechos anteriores al puerto hagan creer a los Reynolds que se encuentran en el principio del puerto y Miguel cede; Arroyo sigue tirando del grupo y se desfonda – le pueden las ganas de demostrarse que está bien - y al poco del verdadero inicio del puerto es superado por el grupo de favoritos. Tras la Vuelta es 2.º en la Vuelta a Aragón donde vence precisamente en la etapa con final en Cerler. Sin embargo, en el Tour pierde comba a las primeras de cambio y abandona en el transcurso de la 17.ª etapa. El final de temporada es muy bueno, siendo segundo en la Vuelta a Burgos, la Clásica de San Sebastián (en ambos casos por detrás de Marino Lejarreta) y en la Volta a Cataluña (ganada por Álvaro Pino).
En 1988 Arroyo es 3.º en la General del Trofeo Castilla y León. En la Vuelta tras varias etapas en las que el viento, los abanicos y los cortes son muy frecuentes se llega a la primera cita montañosa en la 8.ª etapa con final en el alto del Pajares-Brañillin donde es 3.º, pasando a ocupar el 5.º puesto en la general a 2´41´´, y en la 9.ª etapa, una cronoescalada de 6´8 kilómetros al alto del Naranco, es 15.º a 1.04´´ del ganador (Pino), descendiendo al 6.º puesto de la general a 3´15´´ del líder Laudelino Cubino. Sin embargo, aquejado de un fuerte catarro pierde, en la 13.ª etapa con final en el alto de Cerler, más de 12 minutos y aunque aún se mantiene en el top 16, al día siguiente abandona - una pena, puesto que todos los que antes de la etapa de Cerler ocupaban un puesto entre los 10 primeros de la general mantuvieron privilegiada posición (a excepción de Arroyo) en la clasificación general final con apenas variaciones de 1 o 2 puestos (excepto Cubino que descenció 3)-. En el Tour realiza labores de gregario para Pedro Delgado, quien había vuelto al Reynolds. Destaca su papel en la 12.ª etapa con final en el Alpe d'Huez, donde Induráin, Omar Hernández y el propio Arroyo tuvieron un papel destacado, facilitando el acceso de Delgado al maillot amarillo. En el transcurso de la 14.ª etapa, en la que junto veteranos ilustres como Robert Millar, Éric Caritoux y Patrocinio Jiménez llegó a ir escapado, puso pie a tierra en lo que sería su última participación en una de las 3 Grandes.
Afronta la temporada 1989 de nuevo ilusionado pero los resultados no son los esperados y por ello, anuncia su retirada del ciclismo en mayo de 1989.

## Palmarés
1979
- Vuelta a los Valles Mineros, más 2 etapas
- Vuelta a Castilla

1980
- Vuelta a Castilla, más 1 etapa
- Memorial Manuel Galera
- Clásica de los Puertos
- 1 etapa de la Vuelta a Alemania

1981
- 1 etapa de la Vuelta a España
- Vuelta a Asturias, más 1 etapa

1982
- 1 etapa de la Vuelta a España
- Subida a Arrate, más 1 etapa
- 1 etapa CRI de la Ruta del Sol - Vuelta a Andalucía
- 1 etapa de la Challange Costa de Azahar
- 1 etapa de la Vuelta a los Valles Mineros

1983
- 1 etapa en el Tour de Francia
- 2.º en el Tour de Francia

1984
- 1 etapa en el Tour de Francia
- 1 etapa de la Vuelta a Aragón
- 1 etapa de la Vuelta a los Valles Mineros

1987
- 1 etapa de la Vuelta a Aragón

## Resultados en las Grandes Vueltas
| Carrera         | 1979 | 1980 | 1981 | 1982 | 1983 | 1984 | 1985 | 1986 | 1987 | 1988 | 1989 |
| --------------- | ---- | ---- | ---- | ---- | ---- | ---- | ---- | ---- | ---- | ---- | ---- |
| Giro de Italia  | -    | 29.º | Ab.  | -    | -    | -    | Ab.  | -    | -    | -    | -    |
| Tour de Francia | -    | -    | -    | -    | 2.º  | 6.º  | Ab.  | -    | Ab.  | Ab.  | -    |
| Vuelta a España | 19.º | 17.º | 6.º  | 13.º | 31.º | 36.º | -    | Ab.  | 11.º | Ab.  | -    |
| Mundial en Ruta | -    | Ab.  | Ab.  | -    | 24.º | 11.º | -    | -    | -    | -    | -    |